# Malaucène
Malaucène település Franciaországban, Vaucluse megyében. Lakosainak száma 2759 fő (2022. január 1.). Malaucène Mollans-sur-Ouvèze, Le Barroux, Beaumont-du-Ventoux, Bédoin, Caromb, Crestet, Crillon-le-Brave, Entrechaux, Gigondas, Saint-Léger-du-Ventoux és Suzette községekkel határos.

## Népesség
A település népességének változása:
| Lakosok száma | 2758 | 2849 | 2947 | 2903 | 2834 | 2785 | 2736 | 2756 | 2759 |
|               | 2013 | 2015 | 2016 | 2017 | 2018 | 2019 | 2020 | 2021 | 2022 |